# Utility Lighter
Utility Lighter wurden im Zweiten Weltkrieg die ab 1941 in Großbritannien hergestellten mechanischen Feuerzeuge genannt.
Aufgrund der Metallverknappung und des Mangels an Streichhölzern (bedingt durch die isolierte Lage des Landes) wurde im Jahr 1941 von der britischen Regierung ein Erlass ausgegeben, dass mechanische Feuerzeuge nicht mehr als 3/4 Unzen Messing enthalten durften und mit den Buchstaben UL (Utility Lighter) gekennzeichnet werden mussten. Diese Feuerzeuge durften nicht mehr als 5 Shilling kosten, und der Export wurde untersagt.
Die namhaften britischen Hersteller wie Alfred Dunhill, Ltd., Benlow und Colibri mussten ihre Feuerzeugproduktion auf andere Materialien umstellen, wie zum Beispiel Aluminium oder Bakelit. Kuriose Relikte dieser Zeit sind die zum Feuerzeug umgebauten Patronenhülsen großkalibriger Bordgeschütze, vergleichbar mit den österreichischen IMCO-Modellen.